# Vor-Ort-Landrat
Der Begriff Vor-Ort-Landrat ist eine in der Verwaltungspraxis und -wissenschaft gebräuchliche Bezeichnung für einen Landrat (oder Oberbürgermeister), der im Wege der Organleihe öffentliche Aufgaben als untere Landesbehörde wahrnimmt, und zwar nicht nur für seinen eigenen Landkreis (oder seine eigene kreisfreie Stadt), sondern auch für andere Landkreise und kreisfreie Städte, für die er ansonsten nicht zuständig ist.
In Baden-Württemberg hat man darüber hinaus im Zuge der großen Verwaltungsreform 2005 auch die Konstruktion des „Vor-Ort-Präsidiums“ für bestimmte Aufgaben einer Mittelbehörde eingeführt.